# Vencer el pasado
Vencer el pasado – meksykańska telenowela emitowana w 2021 roku. Wyprodukowana przez Rosy Ocampo i Silvię Cano dla Televisy i emitowana na kanale Las Estrellas.

## Zarys fabuły
Ten melodramat opowiada historię czterech bardzo różnych kobiet, które próbują zapomnieć o niefortunnych wydarzeniach, które sprawiły, że stały się celem w bezlitosnym świecie mediów społecznościowych. Po sprawdzeniu na własnej skórze, że to, co jest publikowane w cyberprzestrzeni, nigdy nie znika, muszą nauczyć się, że jeśli chcą przezwyciężyć ciężar przeszłości, muszą skupić się na szczęśliwej przyszłości, którą chcą osiągnąć.

## Obsada
- Angelique Boyer jako Renata
- Erica Buenfil jako Carmen
- Arantza Ruiz jako Mariluz
- Ana Paula Martínez jako Danna
- Sebastián Rulli jako Mauro
- Matías Novoa jako Claudio
- Horacio Pancheri jako Alonso
- Africa Zavala jako Fabiola
- Gabriela Rivero jako Brenda
- Leonardo Daniel jako Lisandro
- Manuel „Flaco” Ibáñez jako Camilo
- Luis Curiel jako Rodrigo
- Otto Sirgo jako Eusébio
- Diego Olivera jako Lucio
- Ferdinando Valencia jako Javier
- Leticia Perdigón jako Sonia
- Cynthia Alesco jako Ana
- Roberto Blandón jako Heriberto
- Sebastián Poza jako Ulises
- André de Regil jako Oliver
- Andrea Locord jako Norma